# 탄화 텅스텐

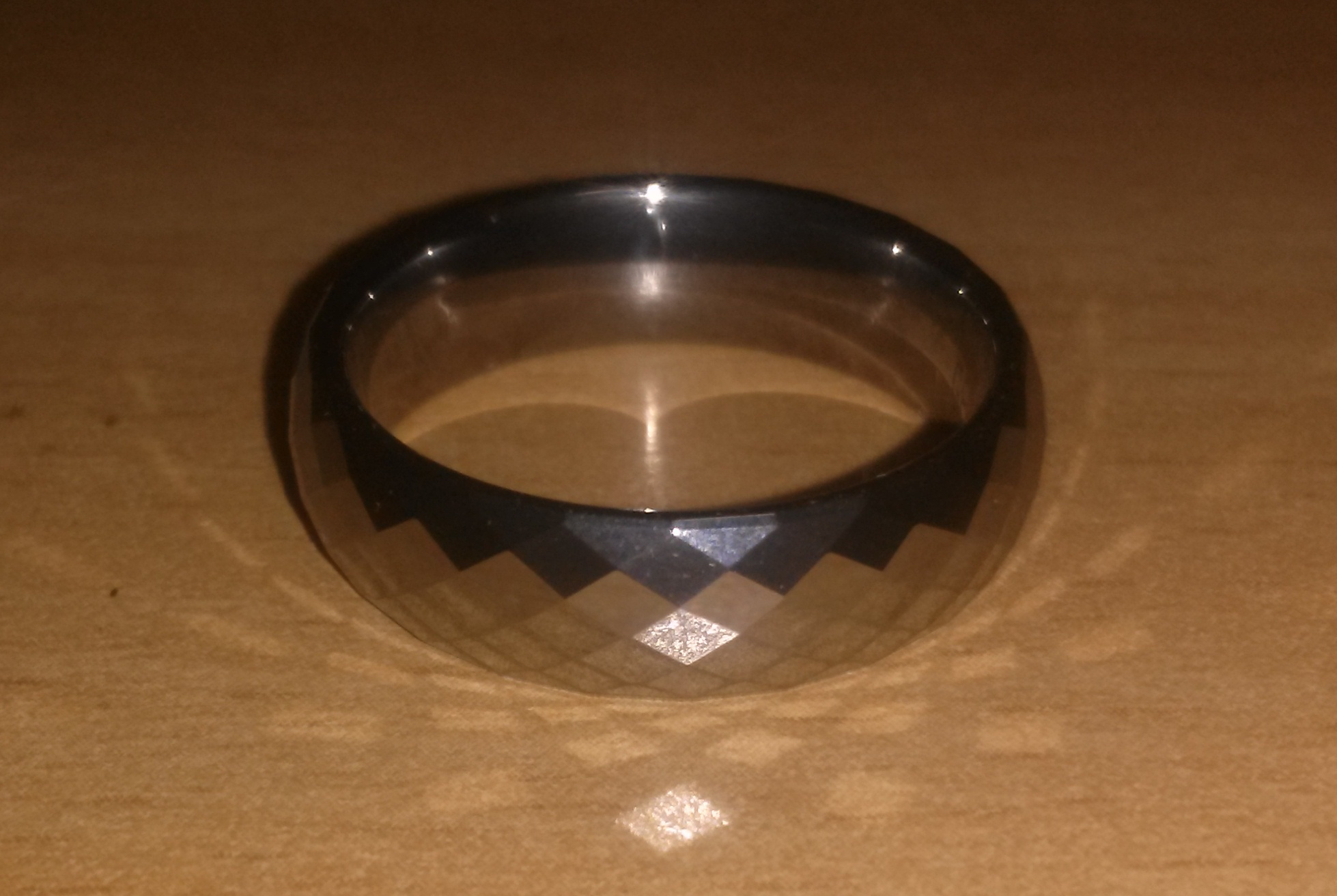

탄화 텅스텐(Tungsten carbide, WC)은 강회색의 빛깔을 띠는 강인하고 단단한 물질이다.

## 제조
탄화텅스텐은 일반적으로 탄소 분말과 텅스텐 분말을 1400~1600℃에서 반응시켜 분말상태로 얻어낸다. 다른 방법으로는 삼산화텅스텐을 900~1200℃에서 일산화탄소 또는 이산화탄소와 수소의 혼합기체와 반응시켜 얻어내는 것과 육염화텅스텐을 670℃에서 수소와 메탄의 혼합물과 반응시켜 얻어내는 방법과, 그리고 육플루오린화텅스텐을 350℃에서 수소와 메탄올의 혼합기체와 반응시키는 것이 있다.

## 화학적 성질
탄화텅스텐은 화학적으로 대단히 안정하여 물과 수소와 반응하지 않는다. 내산성이 뛰어나 대부분의 산과 반응하지 않지만 플루오르화수소산에는 침식된다. 플루오린과는 상온에서 반응하고 염소와 400℃이상에서 반응한다.

## 물리적 성질
탄화텅스텐은 녹는점이 2870℃로 높아 내열성이 뛰어나다. 내마모성과 압축강도가 높고 경도 또한 커서, 모스 경도는 무려 9~9.5정도에 해당하며 비커스 경도는 1400~2400정도의 수치를 나타내고 로크웰 경도계로는 90정도의 수치를 기록한다. 영의 계수는 550Gpa이고, 부피탄성계수는 439Gpa, 전단탄성계수는 270Gpa이다.

## 구조
탄화텅스텐은 상온에서 육방정계의 구조를 가지고, 고온에서는 입방정계가 된다.

## 용도
얻어낸 탄화텅스텐 분말은 대개 코발트 분말과 혼합하여 1400℃에서 압축 성형한 후 소결시켜 초경합금을 만든다. 초경합금은 경도와 내열성이 고속도강보다 월등히 뛰어나 절삭공구로 많이 사용된다. 탄화텅스텐은 경도가 높아 연마제나 반지의 주성분으로 사용된다. 또한 내산성이 커서 볼펜볼로 만들기도 한다.